# Torre della Serpe

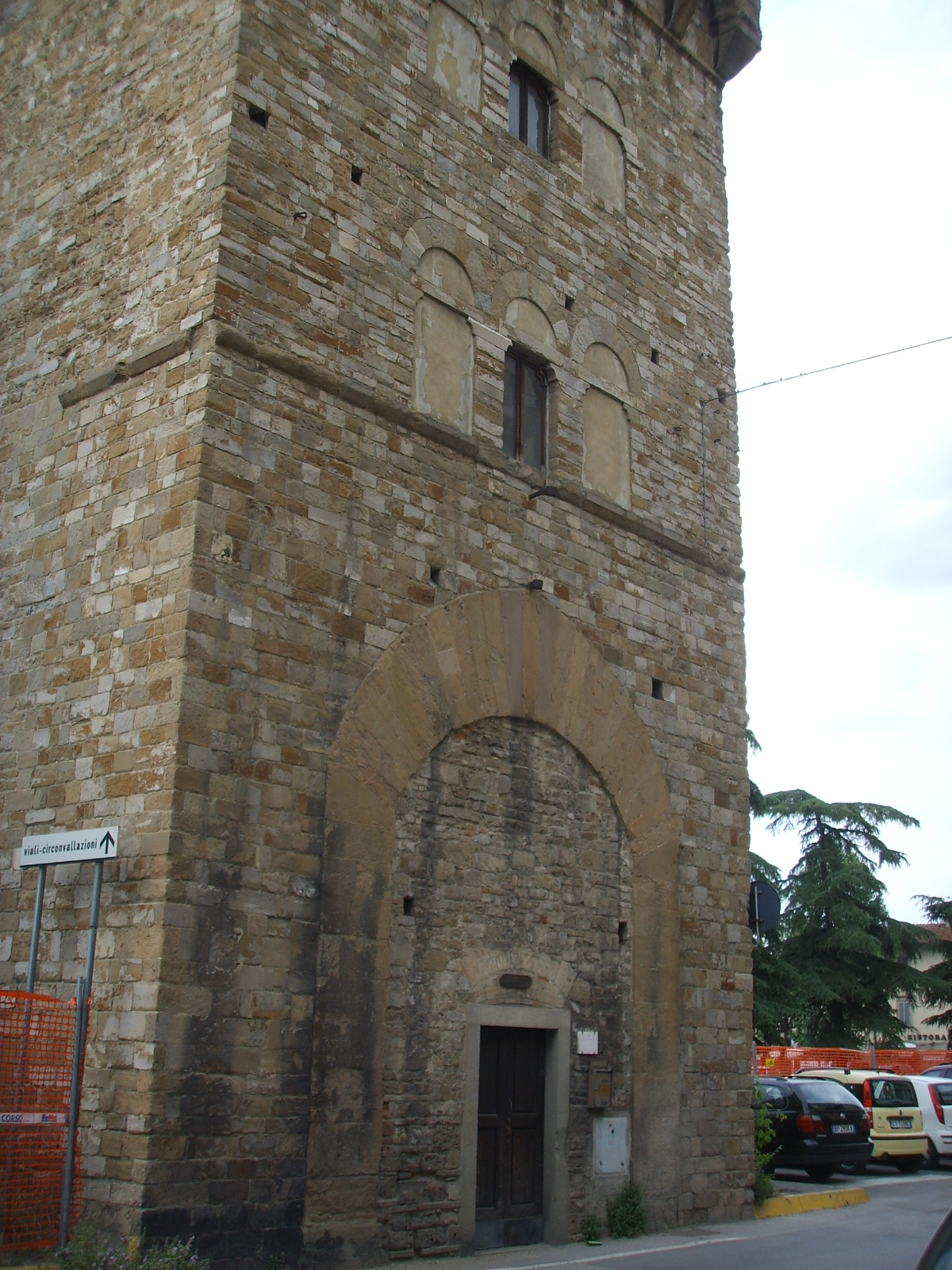

La Torre della Serpe est une tour médiévale faisant autrefois partie des fortifications de Florence.

## Histoire
Cette tour, maintenant située sur un îlot animé au milieu des viali di Circonvallazione, avait une fonction de garde et était autrefois proche d'une poterne, c'est-à-dire une petite porte cachée dans les murs utilisée par les patrouilles militaires. À ce stade, les murs formaient un angle, ce qui explique la présence de la tour : les murs, venant de la proche Porta al Prato, se courbaient à angle droit en direction de l'Arno, qu'ils traversaient idéalement pour repartir de l'autre côté du fleuve à hauteur de Torrino di Santa Rosa.

## Description
La structure est assez simple avec la couronne crénelée d'origine. Le nom dérive d'un célèbre garde-chef appelé Serpe.
Aujourd'hui, c'est le premier témoignage des murs que l'on rencontre sur la rive nord de l'Arno à partir de l'ouest. À proximité, il y avait une autre porte, la Porticciola, laquelle a été détruite lors de la construction des avenues et qui se trouvait sur le site de l'actuel consulat américain.
C'est désormais le siège de la section de Florence du CNGEI (scouts italiens).

## Curiosité
- La zone entre la Tour et l'Arno s'appelait La Sardigna (synonyme d'« air malsain »), où la charogne des animaux était abandonnée.